# Гремучий студень
Гремучий студень (устар. гелигнит, динамитный желатин) — мощное бризантное взрывчатое вещество класса динамитов (нитроглицериновых ВВ). Получается при растворении в нитроглицерине нитроцеллюлозы в виде пироксилина или коллоидинового хлопка. Впервые получен Альфредом Нобелем в 1875 году.

## Свойства
Представляет собой бесцветную или тёмно-жёлтую полупрозрачную желеобразную массу, сильно детонирующую при ударе или трении. Плотность 1,55—1,58 г/см3. Содержание нитроглицерина 87—93 % (масс.), пироксилина — 7—13 % (масс.). Отличается отличными гидрофобными свойствами.
Гремучий студень — наиболее мощный желатиндинамит: температура вспышки 205 °С, теплота взрыва 6,47 МДж/кг, фугасность 600 см3, скорость детонации 7800 м/с (на 10—15 % уступает гексогену), бризантность по Касту — 8 мм.
Отличительная черта студней — высокая чувствительность к разным механическим воздействиям, которая снижается добавлением камфоры и иных флегматизаторов. Добавлением нитратов, поглотителей и наполнителей получают пластичные и порошкообразные динамиты.
В отличие от динамитов у гремучего студня отсутствует «выпотевание» нитроглицерина из твёрдого наполнителя вследствие синерезиса, что делает его более безопасным в хранении.

## Применение
Из-за опасности обращения в военной практике не применялся. Основная область применения в прошлом — буровзрывные работы. В частности, гремучий студень использовался уже в конце 1870-х годов при прокладке Сен-Готардского железнодорожного тоннеля длиной 15 км.
Существенным недостатком для использования в шахтах является образование большого объёма ядовитых соединений азота. Довольно быстро гремучий студень был вытеснен взрывчатыми веществами на основе аммиачной селитры, более мощными и менее опасными в обращении.

## Использование террористами

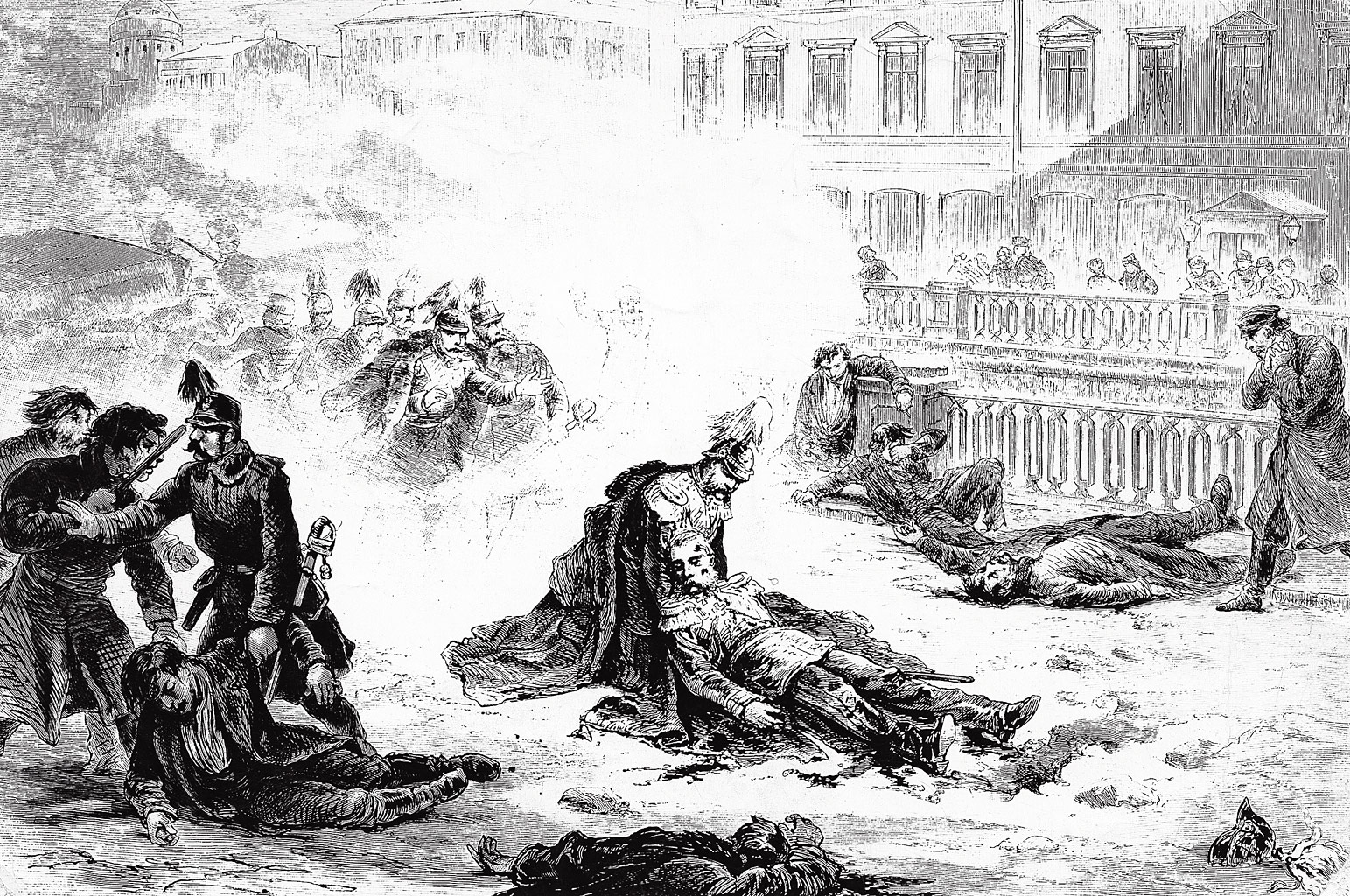
Последствия взрыва гремучего студня на Екатеринском канале 1 марта 1881 г.

В силу того, что изготовление «гремучего студня» возможно в кустарных условиях, практически сразу после изобретения он начал использоваться террористами. В частности, метательным снарядом конструкции Кибальчича, начинённым гремучим студнем, 1 марта 1881 года был смертельно ранен император Александр II.

По расследовании, оказалось, что разрывной снаряд, послуживший орудием злодеяния 1 марта, имеет следующее устройство. Главную составную часть его составляет так называемый гремучий студень, состоящей из раствора 10 частей пироксилина … в 90 частях нитроглицерина…— Из официального отчёта о цареубийстве 1 марта.

Я признаю, что я сделал все части, как тех двух метательных снарядов, которые были брошены под карету Императора, так и тех, которые были впоследствии захвачены в Тележной улице. Изобретение устройства этих снарядов принадлежит мне, точно так же как все части их: ударное приспособление для передачи огня запалу и взрывчатое вещество — гремучий студень — были сделаны мной.— Из выступления Н. И. Кибальчича на суде.
Гремучий студень был использован Ирландской республиканской армией во время войны за независимость в 1919—1922 годах. Годы спустя он был также использован «Временной» ИРА против британских войск и военизированных формирований лоялистов в Северной Ирландии, но позже был заменён более мощной пластичной взрывчаткой Семтекс, поставляемой из Ливии. Террористическое крыло юнионистов также использовало гремучий студень, особенно в серии взрывов в нескольких почтовых отделениях и электрических подстанциях в Белфасте в апреле 1969 года.